# Catherine Kamowski
Catherine Kamowski, née le 8 avril 1958 à Valenciennes, dans le département du Nord, est une femme politique française. Elle est députée de la 5e circonscription de l'Isère pour la XVe législature.

## Biographie

### Origines
D'origine polonaise par son grand-père, elle naît dans le département du Nord.

### Carrière professionnelle
Professeur d'anglais, Catherine Kamowski exerce à l'université Grenoble-Alpes en qualité de professeur agrégé de l'enseignement du second degré affectée dans le supérieur (PRAG),.

### Parcours politique
En 2002, Catherine Kamowski est élue maire de la ville de Saint-Égrève, commune de l'agglomération grenobloise située dans le département de l'Isère. Sa liste, classée divers droite, est réélue en 2008 puis en 2014. Catherine Kamowski est également conseillère communautaire de Grenoble Alpes Métropole durant cette période.
Choisie par le parti La République en marche pour le représenter aux élections législatives de 2017, elle est élue députée de la XVe législature dans la cinquième circonscription de l'Isère avec 66,05 % des suffrages exprimés, face à Philippe Langenieux-Villard (33,5 %), candidat Les Républicains,. Conformément à la loi du 14 février 2014 interdisant certains cumuls des mandats, Catherine Kamowski démissionne de sa fonction de maire de la commune de Saint-Égrève, laissant cette fonction à son ancien premier adjoint, Daniel Boisset. Catherine Kamowski est membre de la commission des Lois constitutionnelles, de la Législation et de l'Administration générale de la République.
Son parti ayant refusé de renouveler son investiture, elle renonce à se représenter aux élections législatives de 2022, après avoir envisagé de se présenter comme candidate dissidente.

## Détail des mandats et fonctions
- Du 4 juillet 2002 au 26 juin 2017 : maire de Saint-Égrève, membre du conseil métropolitain de Grenoble Alpes Métropole.
- Du 21 juin 2017 au 21 juin 2022 : députée de la 5e circonscription de l'Isère.